# Raffaele Rubattino (traghetto)
Il Raffaele Rubattino è un traghetto in servizio con la compagnia di navigazione Moby Lines.

## Servizio
Varato il 18 agosto 1998 nel cantiere navale Ferrari di La Spezia con il nome di Raffaele Rubattino e consegnato il 18 ottobre 2000 alla Tirrenia di Navigazione, prende servizio nello stesso mese nei collegamenti tra Napoli e Palermo, aggiungendosi al già presente gemello Vincenzo Florio.
Il 29 giugno 2001 entra in collisione con il molo 21 del porto di Napoli a causa di un'avaria all'elica, riportando ingenti danni sia allo scafo che al molo.

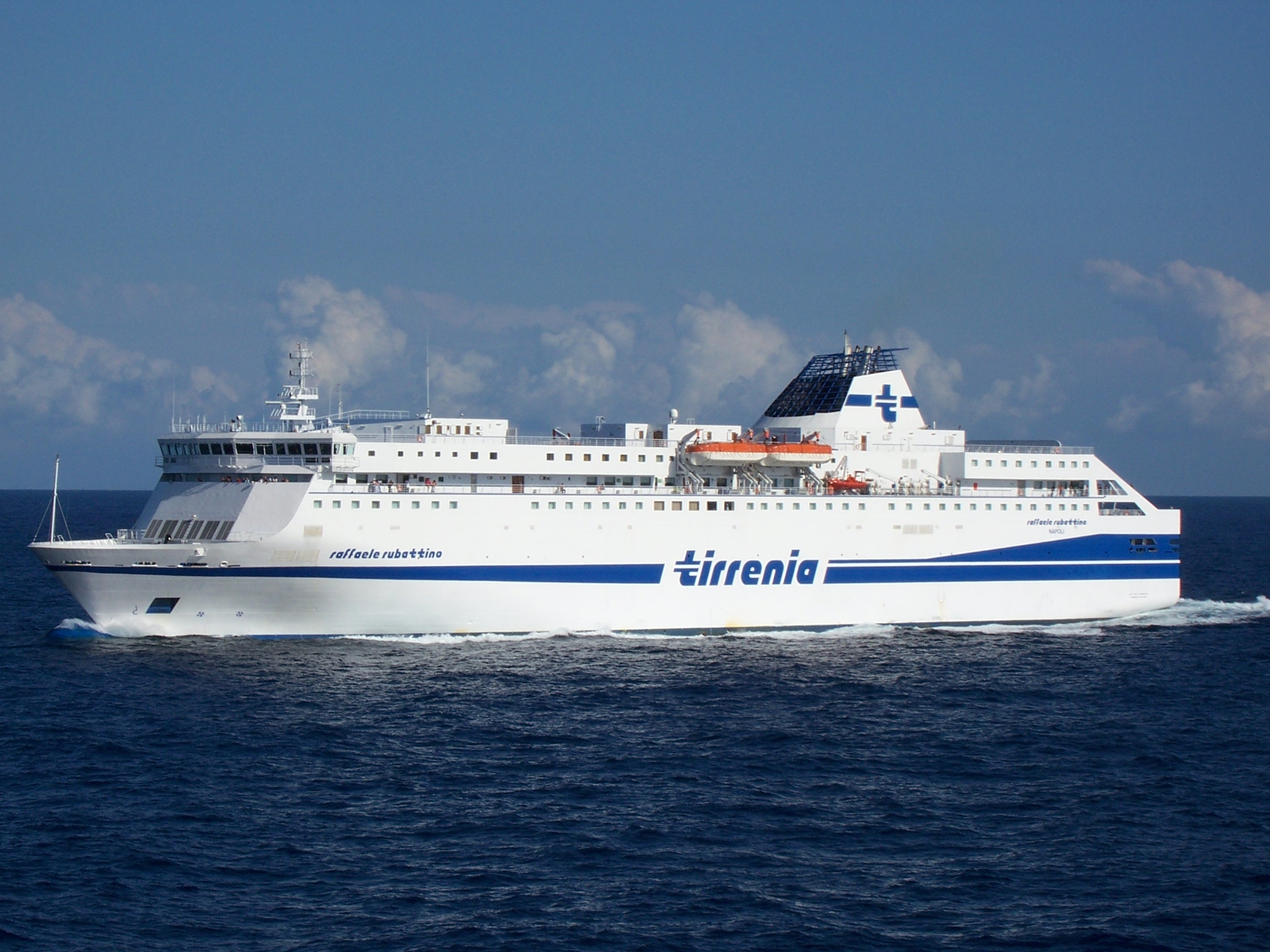
Il Raffaele Rubattino in navigazione nel 2006.

L'8 novembre 2011 rimane in avaria al largo di Capri a causa di un guasto all'alimentazione dei motori. Successivamente viene rimorchiato a Napoli, dove viene riparato.
Il 3 maggio 2012, con il ritorno in servizio del Vincenzo Florio, viene trasferito per un breve periodo di tempo nei collegamenti tra Civitavecchia ed Olbia.

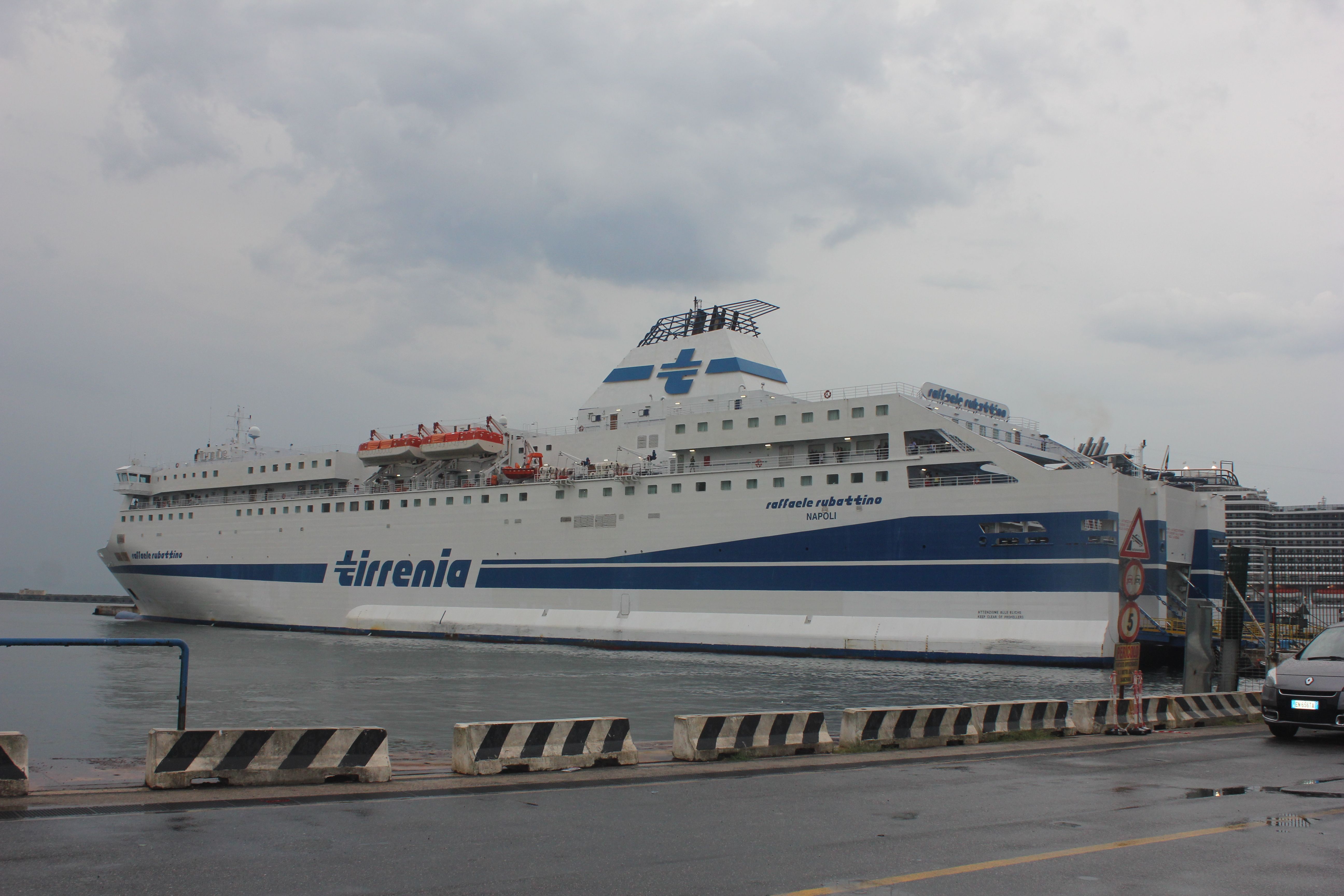
Il Raffaele Rubattino ormeggiato a Napoli nel 2018.

Dal 17 aprile al 3 maggio 2020 viene noleggiato al Ministero dell'interno ed impiegato come nave quarantena in rada a Palermo durante la pandemia di COVID-19. Durante il servizio come nave quarantena, vengono trasferito a bordo del Rubattino circa 180 migranti dalle ONG Alan Kurdi e Aita Mari.
Durante il periodo di noleggio, viene sostituito sulla propria rotta dal Moby Tommy.
Il 4 maggio viene trasferito a banchina a Palermo, dove sbarca i migranti.
Sanificato, il 15 maggio torna regolarmente in servizio sulla Napoli-Palermo.
La mattina del 3 ottobre 2021, durante le manovre di ormeggio a Palermo, entra in collisione con la prua dell'Antonello da Messina, fermo a banchina, a causa di un'avaria all’elica laterale.
Il 4 gennaio 2024 viene trasferito nei cantieri navali Palumbo di Messina, dove viene sottoposto a lavori di manutenzione ordinaria, durante i quali viene trasferito in flotta Moby Lines e monta la livrea di quest'ultima. Terminati i lavori, torna in servizio sulla Napoli-Palermo.
Il 10 agosto 2025, durante la navigazione da Palermo a Napoli, scoppia un incendio a bordo del traghetto a poche miglia da Capri. In seguito al sinistro, le fiamme sono state prontamente domate dall'equipaggio e non si sono registrati feriti.

## Navi gemelle
- Vincenzo Florio